# Copa de baloncesto de Kosovo
La Copa de baloncesto de Kosovo, conocida oficialmente como IPKO Cup (en albanés: IPKO Kupa) por motivos de patrocinio, es un torneo de eliminación de baloncesto que se celebra anualmente en Kosovo. Fue creada en el año 1991. El campeón actual es el Sigal Prishtina, que consiguió en 2016 su undécima copa.

## Formato
La competición la juegan los equipos de la Superliga de baloncesto de Kosovo y los equipos de la Liga e pare. Todos esos equipos se dividen en 4 grupos. Los primeros de cada grupo se enfrentan en la Final-Four, que determinará el campeón de la Copa de baloncesto de Kosovo.

## Finales
| Temporada | Sede                                 | Campeón                              | Resultado                            | Subcampeón                           |
| --------- | ------------------------------------ | ------------------------------------ | ------------------------------------ | ------------------------------------ |
| 1991/92   | -                                    | KB Vëllaznimi                        | :                                    |                                      |
| 1992/93   | -                                    | KB Trepça                            | :                                    |                                      |
| 1993/94   | -                                    | KB Peja                              | :                                    |                                      |
| 1994/95   | -                                    | KB Vëllaznimi                        | :                                    |                                      |
| 1995/96   | -                                    | KB Vëllaznimi                        | :                                    |                                      |
| 1996/97   | -                                    | KB Peja                              | :                                    |                                      |
| 1997/98   | Interrumpida por la Guerra de Kosovo | Interrumpida por la Guerra de Kosovo | Interrumpida por la Guerra de Kosovo | Interrumpida por la Guerra de Kosovo |
| 1998/99   | Interrumpida por la Guerra de Kosovo | Interrumpida por la Guerra de Kosovo | Interrumpida por la Guerra de Kosovo | Interrumpida por la Guerra de Kosovo |
| 1999/00   | -                                    | KB Trepça                            | :                                    |                                      |
| 2000/01   | -                                    | KB Bashkimi                          | :                                    |                                      |
| 2001/02   | -                                    | KB Prishtina                         | :                                    |                                      |
| 2002/03   | -                                    | KB MEB Prishtina                     | :                                    |                                      |
| 2003/04   | -                                    | KB Trepça                            | :                                    |                                      |
| 2004/05   | -                                    | KB Sigal Prishtina                   | :                                    |                                      |
| 2005/06   | -                                    | KB Sigal Prishtina                   | :                                    |                                      |
| 2006/07   | -                                    | KB Sigal Prishtina                   | :                                    |                                      |
| 2007/08   | -                                    | KB Sigal Prishtina                   | :                                    |                                      |
| 2008/09   | -                                    | KB Sigal Prishtina                   | :                                    |                                      |
| 2009/10   | -                                    | KB Sigal Prishtina                   | :                                    |                                      |
| 2010/11   | -                                    | KB Peja                              | :                                    |                                      |
| 2011/12   | Peć                                  | KB Trepça                            | 86:71                                | KB Bashkimi                          |
| 2012/13   | Prizren                              | KB Sigal Prishtina                   | 55:54                                | KB Peja                              |
| 2013/14   | Đakovica                             | KB Sigal Prishtina                   | 92:65                                | KB Bashkimi                          |
| 2014/15   | Suva Reka                            | KB Peja                              | 70:66                                | KB Sigal Prishtina                   |
| 2015/16   | Pristina                             | KB Sigal Prishtina                   | 81:78                                | KB Peja                              |
| 2016/17   | Mitrovicë                            | KB Sigal Prishtina                   | 77:76                                | KB Peja                              |
| 2017/18   | Suva Reka                            | KB Sigal Prishtina                   | 77:74                                | KB Bashkimi                          |
| 2018–19   | Rahovec                              | Prishtina                            | 96:60                                | KB Rahoveci                          |
| 2019–20   | Rahovec                              | KB Peja                              | 79:64                                | Ylli                                 |
| 2020–21   | Suva Reka                            | KB Sigal Prishtina                   | 82:76                                | Ylli                                 |
| 2021–22   | Peja                                 | KB Trepça                            | 76:62                                | KB Bashkimi                          |
| 2022–23   | Rahovec                              | KB Trepça                            | 74:66                                | Prishtina                            |
| 2023–24   | Gjakovë                              | KB Trepça                            | 71:69                                | Prishtina                            |
| 2024–25   | Prishtina                            | KB Trepça                            | 85:79                                | KB Bashkimi                          |

## Copas por club
| Club            | Copas | Años campeón                                                                             |
| --------------- | ----- | ---------------------------------------------------------------------------------------- |
| Sigal Prishtina | 15    | 2002, 2003, 2005, 2006, 2007, 2008, 2009, 2010, 2013, 2014, 2016, 2017, 2018, 2019, 2021 |
| KB Trepça       | 8     | 1993, 2000, 2004, 2012, 2022, 2023, 2024, 2025                                           |
| KB Peja         | 5     | 1994, 1997, 2011, 2015, 2020                                                             |
| KB Vëllaznimi   | 3     | 1992, 1995, 1996                                                                         |
| KB Bashkimi     | 1     | 2001                                                                                     |